# Parti vert (RDA)
Le Parti vert (en allemand : die Grüne Partei) est un éphémère parti politique écologiste est-allemand.
Le 5 novembre 1989, quatre jours avant la chute du mur de Berlin, un groupe d'initiative s'accorde sur la fondation d'un parti politique écologiste, féministe et pacifiste. Il viserait une « restructuration » écologiste de la société est-allemande, pour en finir avec une croissance économique destructrice de l'environnement et la surexploitation des ressources naturelles. Anti-autoritaire, il prônerait par ailleurs le désarmement militaire international et une égalité des sexes effective « à tous les niveaux économiques et politiques ». Le 5 février 1990, les écologistes Klaus Schlüter et Matthias Platzeck, membres de ce parti en formation, sont nommés ministres sans portefeuille dans le gouvernement d'union nationale mené par Hans Modrow et qui prépare la transition démocratique du pays. Le congrès fondateur du Parti vert se tient à Halle-sur-Saale du 9 au 11 février 1990.
Pour les élections législatives du 18 mars, le parti se présente en alliance avec l'Association indépendante des femmes (Unabhängige Frauenverband, UFV). Ils obtiennent 1,97 % des voix, et huit sièges à la Chambre du peuple, soit un peu moins que l'Alliance 90 - l'autre mouvement politique écologiste, qui recueille 2,91 % des suffrages et douze sièges. Le Parti vert et l'UFV ne parvenant pas à s'entendre sur la répartition de leurs huit sièges, l'UFV se retire de l'alliance, renonçant à être représentée à la Chambre et cédant donc les huit sièges aux Verts. Les députés verts sont Ernst Dörfler, Christine Grabe, Peter Hildebrandt, Matthias Platzeck, Bernd Reichelt, Uwe Täschner, Vera Wollenberger, et Jürgen Mäder. Le 5 avril, les Verts et l'Alliance 90 forment un groupe parlementaire commun, de vingt membres.

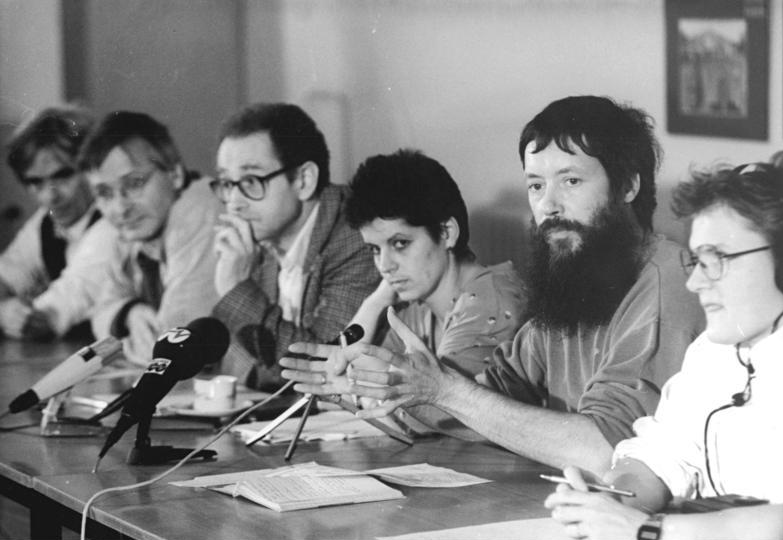
Friedrich Heilmann (deuxième en partant de la droite), membre des Verts de ex-RDA, lors d'une conférence de presse le 15 octobre avec d'autres membres de l'alliance électorale écologiste pour les élections fédérales de décembre 1990.

À son congrès du 7 au 9 septembre 1990 à Magdebourg, le parti adopte une résolution pour former à partir de décembre une association fédérale avec le Parti vert ouest-allemand, né en 1980. La République démocratique allemande (Allemagne de l'Est) disparaît le 3 octobre, intégrée à la République fédérale d'Allemagne. Aux élections fédérales du 2 décembre, le Parti vert (est) présente ses candidats au sein d'une alliance électorale avec l'Alliance 90 et avec divers mouvements citoyens pour la démocratie et les droits de l'homme, dont l'Association indépendante des femmes. Avec 6,05 % des voix en ex-RDA, ce qui correspond à 1,20 % des voix au niveau fédéral, cette alliance obtient huit sièges au Bundestag. Le Parti vert de l'ouest n'obtient aucun siège, et les Verts de l'est sont donc les seuls représentants des Verts durant la législature 1990-1994 du Bundestag. Klaus-Dieter Feige (élu de Mecklembourg-Poméranie-Occidentale) et Vera Wollenberger (élue de Thuringe) sont les deux députés du Parti vert (est) élus sous l'étiquette de l'Alliance. Le lendemain, le 3 décembre, les partis verts de l'ouest et de l'est s'unissent comme prévu en une association fédérale : le parti Les Verts.
Résultats électoraux
| Année                     | %                                    | Mandats | Rang | Gouvernement |
| ------------------------- | ------------------------------------ | ------- | ---- | ------------ |
| mars 1990 (RDA)           | 2,0                                  | 8 / 400 | 8e   | Opposition   |
| décembre 1990 (fédérales) | 6,1 (en ex-RDA) ; 1,2 (niv. fédéral) | 8 / 662 | 5e   | Opposition   |